# Aurora (Illinois)
Aurora is een stad in de Amerikaanse staat Illinois en telt 142.990 inwoners. Het is hiermee de 147e stad in de Verenigde Staten (2000). De oppervlakte bedraagt 99,7 km², waarmee het de 167e stad is.

## Demografie
Van de bevolking is 6,3% ouder dan 65 jaar en bestaat voor 20,6% uit eenpersoonshuishoudens. De werkloosheid bedraagt 4,7% (cijfers volkstelling 2000).
Ongeveer 32,6% van de bevolking van Aurora bestaat uit hispanics en latino's, 11,1% is van Afrikaanse oorsprong en 3,1% van Aziatische oorsprong.
Het aantal inwoners steeg van 100.279 in 1990 naar 142.990 in 2000.

## Klimaat
In januari is de gemiddelde temperatuur -6,8 °C, in juli is dat 22,8 °C. Jaarlijks valt er gemiddeld 936,8 mm neerslag (gegevens op basis van de meetperiode 1961-1990).

## Plaatsen in de nabije omgeving
De onderstaande figuur toont nabijgelegen plaatsen in een straal van 12 km rond Aurora.